# Kanton Saint-Arnoult-en-Yvelines
Kanton Saint-Arnoult-en-Yvelines is een voormalig kanton van het Franse departement Yvelines. Het kanton maakte deel uit van het arrondissement Rambouillet. Het werd opgeheven bij decreet van 21 februari 2014 met uitwerking op 22 maart 2015. Alle gemeenten werden opgenomen in het kanton Rambouillet. 

## Gemeenten
Het kanton Saint-Arnoult-en-Yvelines omvatte de volgende gemeenten:
- Ablis : 2705 inwoners
- Allainville : 293 inwoners
- Boinville-le-Gaillard : 496 inwoners
- Bonnelles : 2162 inwoners
- Bullion : 1799 inwoners
- La Celle-les-Bordes : 842 inwoners
- Clairefontaine-en-Yvelines : 800 inwoners
- Longvilliers : 442 inwoners
- Orsonville : 240 inwoners
- Paray-Douaville : 162 inwoners
- Ponthévrard : 471 inwoners
- Prunay-en-Yvelines : 846 inwoners
- Rochefort-en-Yvelines : 774 inwoners
- Saint-Arnoult-en-Yvelines : 5671 inwoners (hoofdplaats)
- Saint-Martin-de-Bréthencourt : 588 inwoners
- Sainte-Mesme : 866 inwoners
- Sonchamp : 1485 inwoners